# The Settlers III
The Settlers III è un videogioco per PC di tipo RTS, seguito di The Settlers II: Veni, Vidi, Vici. È stato pubblicato nel novembre del 1998 dalla Blue Byte Software. Le meccaniche di gioco sono simili a quelle del suo predecessore, ma non c'è più bisogno di disegnare sentieri per far circolare le merci e le unità.